# Phaselia kasyi
Phaselia kasyi là một loài bướm đêm trong họ Geometridae.